# バンブートレイン

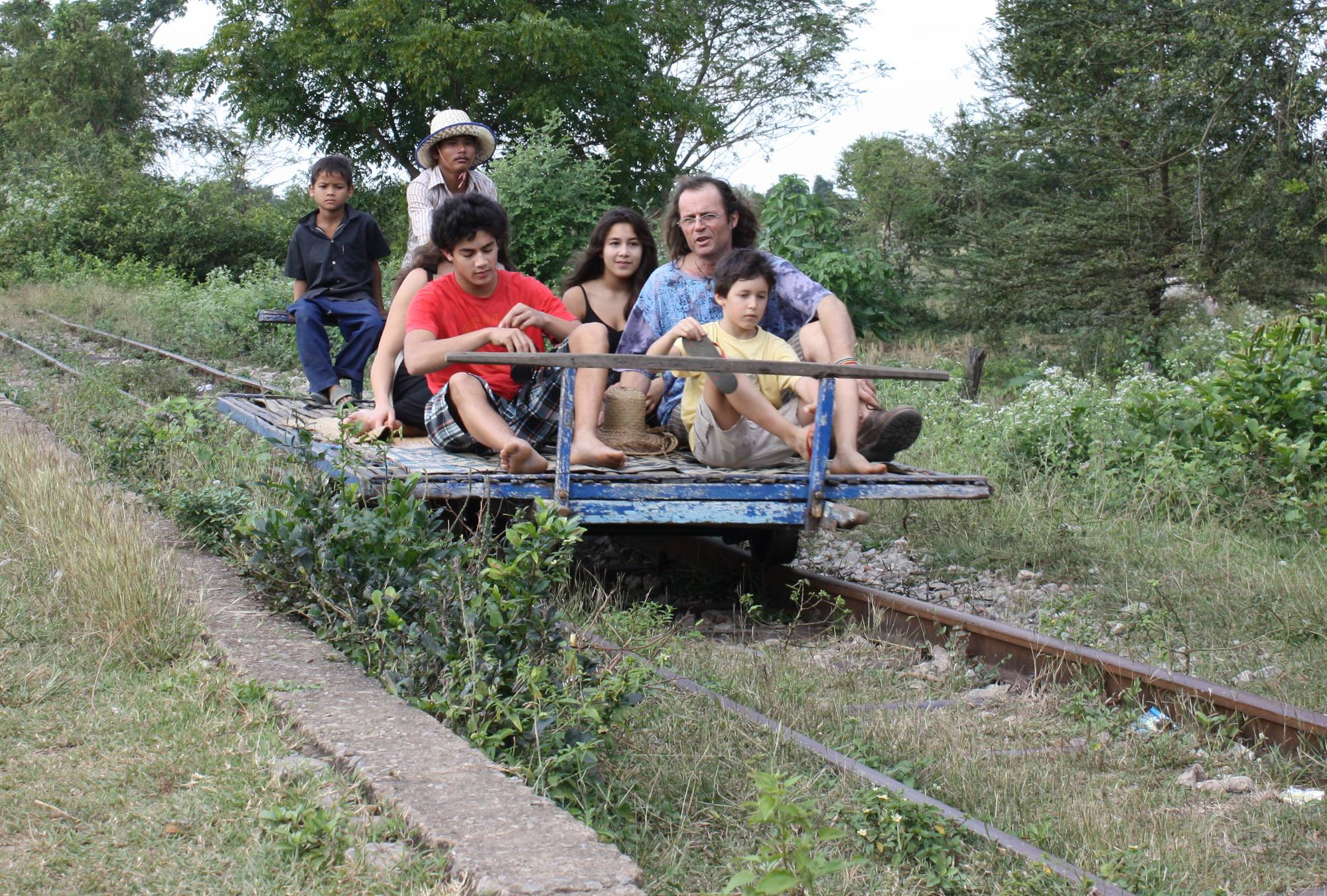
観光客をバタンバンに運ぶノーリー。台座には竹と木材が用いられる。（カンボジア,2010）

バンブートレイン（英: norry、仏: train de bambou、独: Bambusbahn）とは車体が竹で製作された乗り合いのトロッコのことで、カンボジアにみられ、現地では「ノーリー」という。同じような乗り物は、フィリピンに竹で作られたトロッコ（バンブートロリー）もある。バンブートレインの動力はエンジンであり、バンブートロリーのそれは人力の場合がよくみられる。これらの乗り合いトロッコは、即興で製作され、交通手段が貧弱な地域での住民の足に利用される。乗り合いトロッコは非公式に線路を用い、危険視する立場もあるが、逆に旅行者向けに名物として観光案内がなされることもある。

## ノーリー (カンボジア)
カンボジア西部のバッタンバン州などにみられる乗り合いトロッコをカンボジア語で「ノーリー」と呼ぶ。「ローリー」とも呼ばれる。ノーリーは台座が竹で即興で製造されたもので、このため「バンブートレイン」とも呼ばれる。なお、バンブートレインは、一部では「竹列車」、「竹の列車」とも訳される。他に英語で「bamboo railway」という表現もある。なお、もともとローリーは、トラックあるいは台車やトロッコを示す言葉だが、現地では Norry と誤った発音で定着した。（以下、表記はノーリーで統一する）。
ノーリーは竹と木材で作られた長さ4メートル×幅2.5メートル程度（又は25平方フィート）の長方形の荷台を金属の車輪に乗せたトロッコで、床材は主に竹である。推進力として後部車輪の上に小型エンジンがむき出しに配置され、そのエンジンは農機（耕運機）用などが使われる。あるノーリーを製作する作業場では、戦車のホイールや自動二輪（バイク）のエンジン、そして竹でノーリーを手作りしている。
ノーリーは非公式な乗り物であるが、鉄道の本数の少なさや道路事情の悪さなどの諸事情から、地元住民の生活の足として用いられる。また観光としても用いられ、ロンリープラネットやトリップアドバイザー、エイビーロードなどで外国の旅行者向けに案内がなされる。

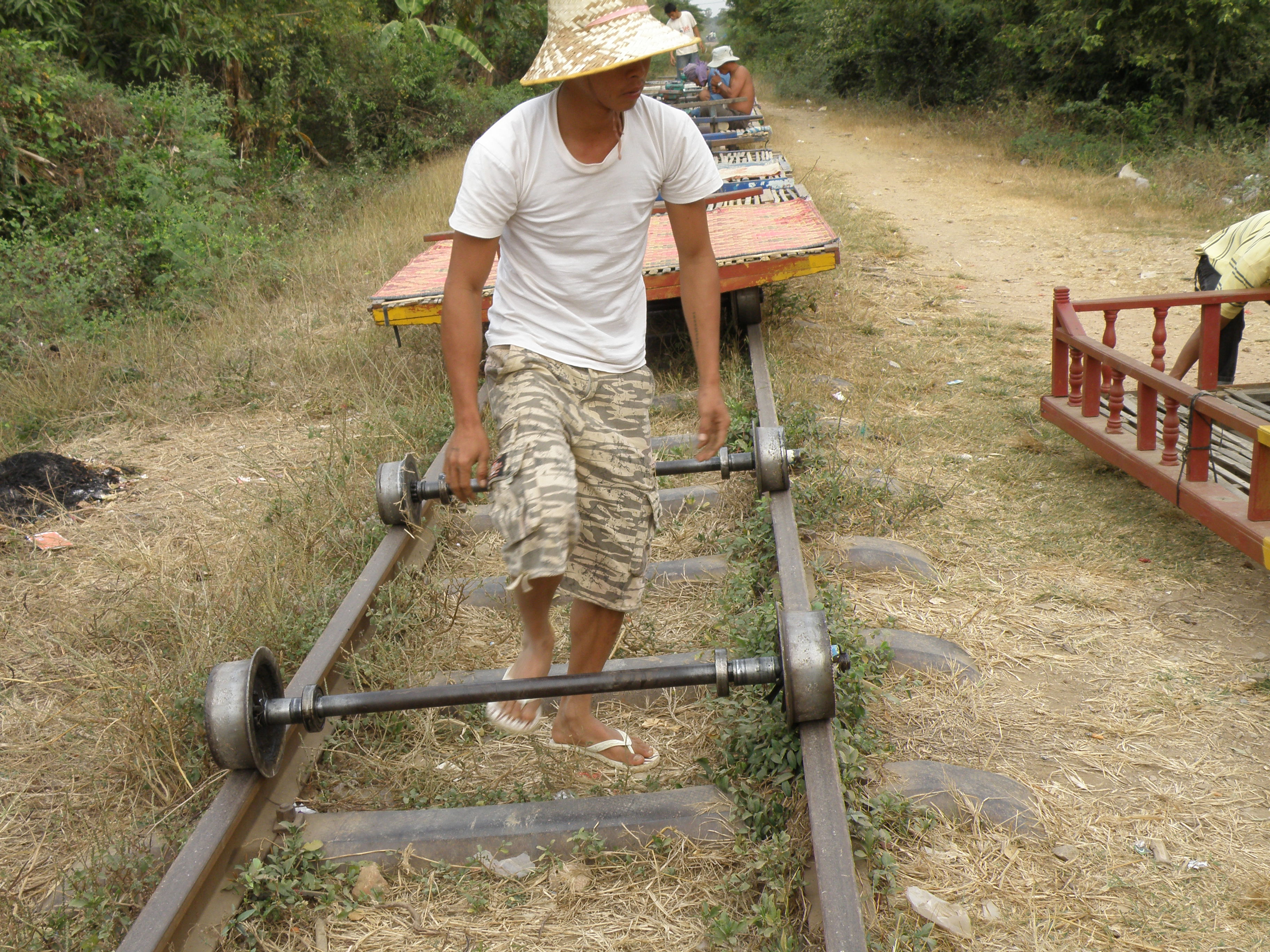
車輪と台座は独立している
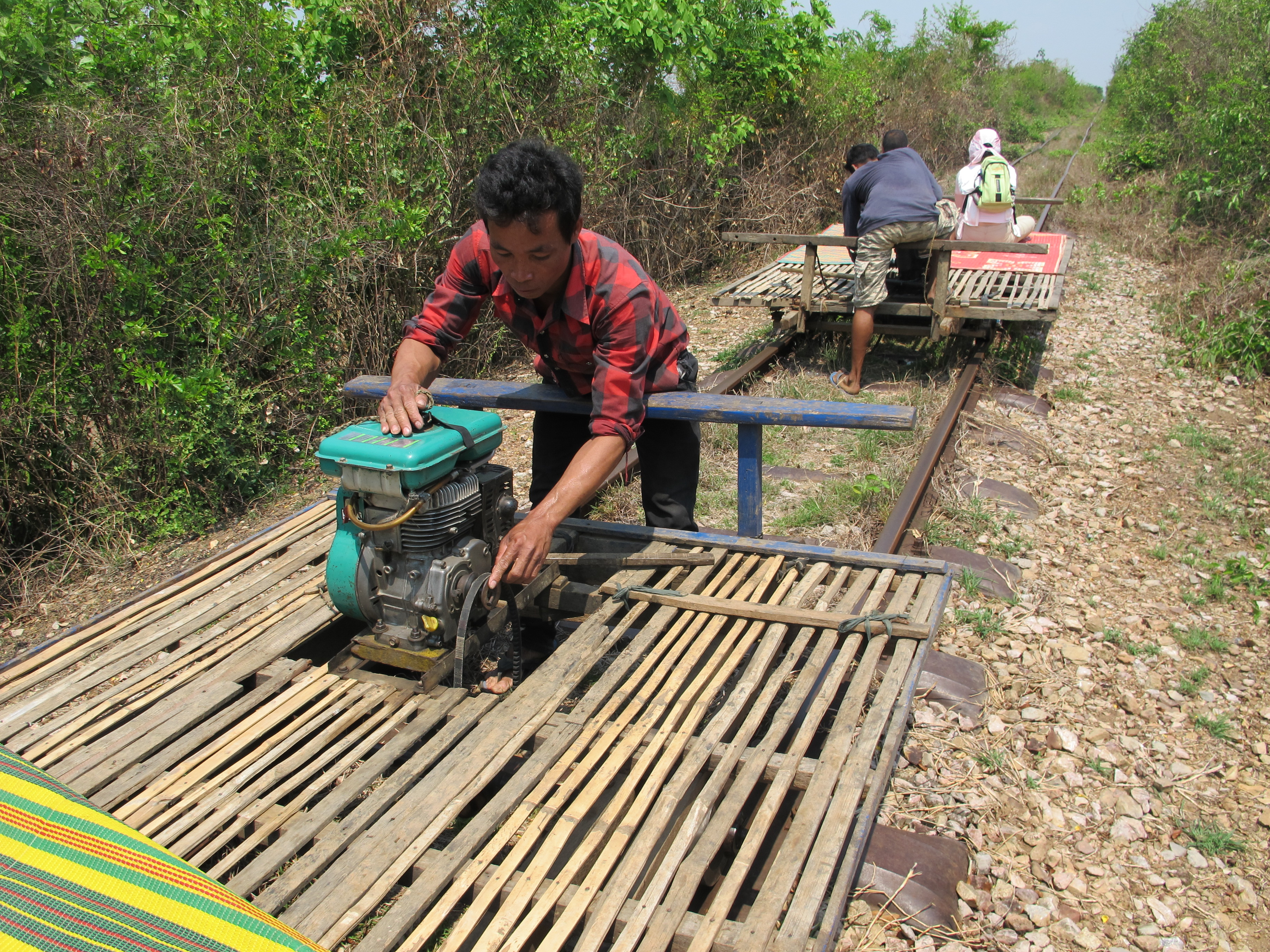
タイミングベルトで動力を伝える
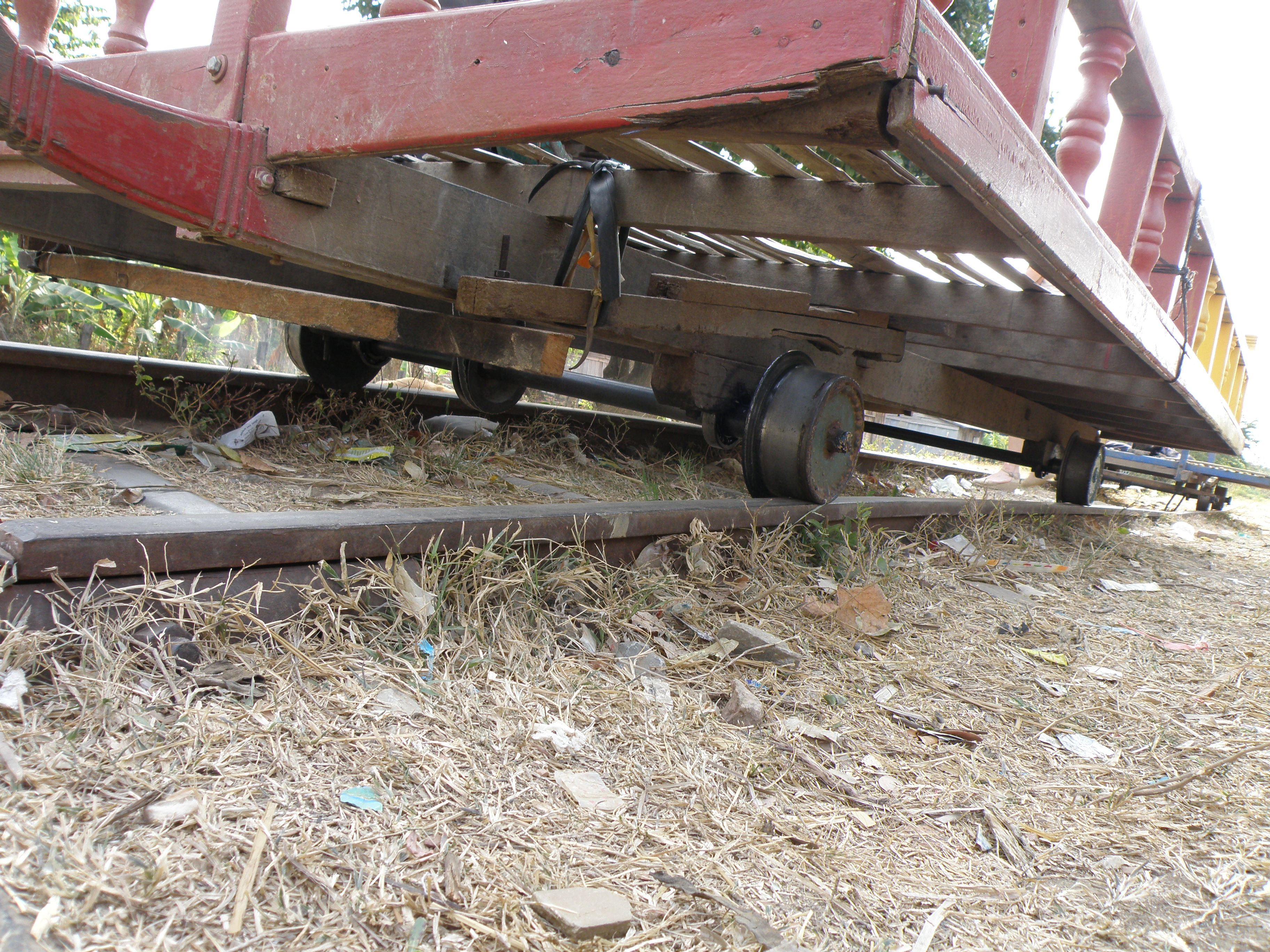
木材と車輪の摩擦がブレーキ

### 運行
ノーリーの乗り場は目立たず、線路と道が交差する場所に、屋台が立ち、乗客が集まると発車となる。タクシーのようにチャーターできる場合もある。発車準備は、線路に車輪を乗せ、車輪と車軸の接続部分に潤滑油を塗り、台車を手で持ち上げて車軸に載せ、小型エンジンを取り付け、エンジンにガソリンを注ぐという手順となる。ノーリーには椅子は無く乗客は竹の床に座る。「座席」に当たる部分にござが敷かれる場合もある。なお、屋根は無いため、雨が降れば乗客は傘をさしている。
運行する際の時速は8キロとも25キロとも40キロあるいは50キロとも様々にいわれる。
あるノーリーは15人の乗客、又は、米1.5トンを運べるという。別のノーリーは一度に36人の輸送が可能という。
線路は単線であるため、反対側から別のノーリーが来た場合は、停車してノーリーを線路から外し、進路を譲る。この際、荷物や乗客数の少ないほうが譲るとされる。国鉄の列車が来た場合はノーリーを速やかに除去する。

widths=
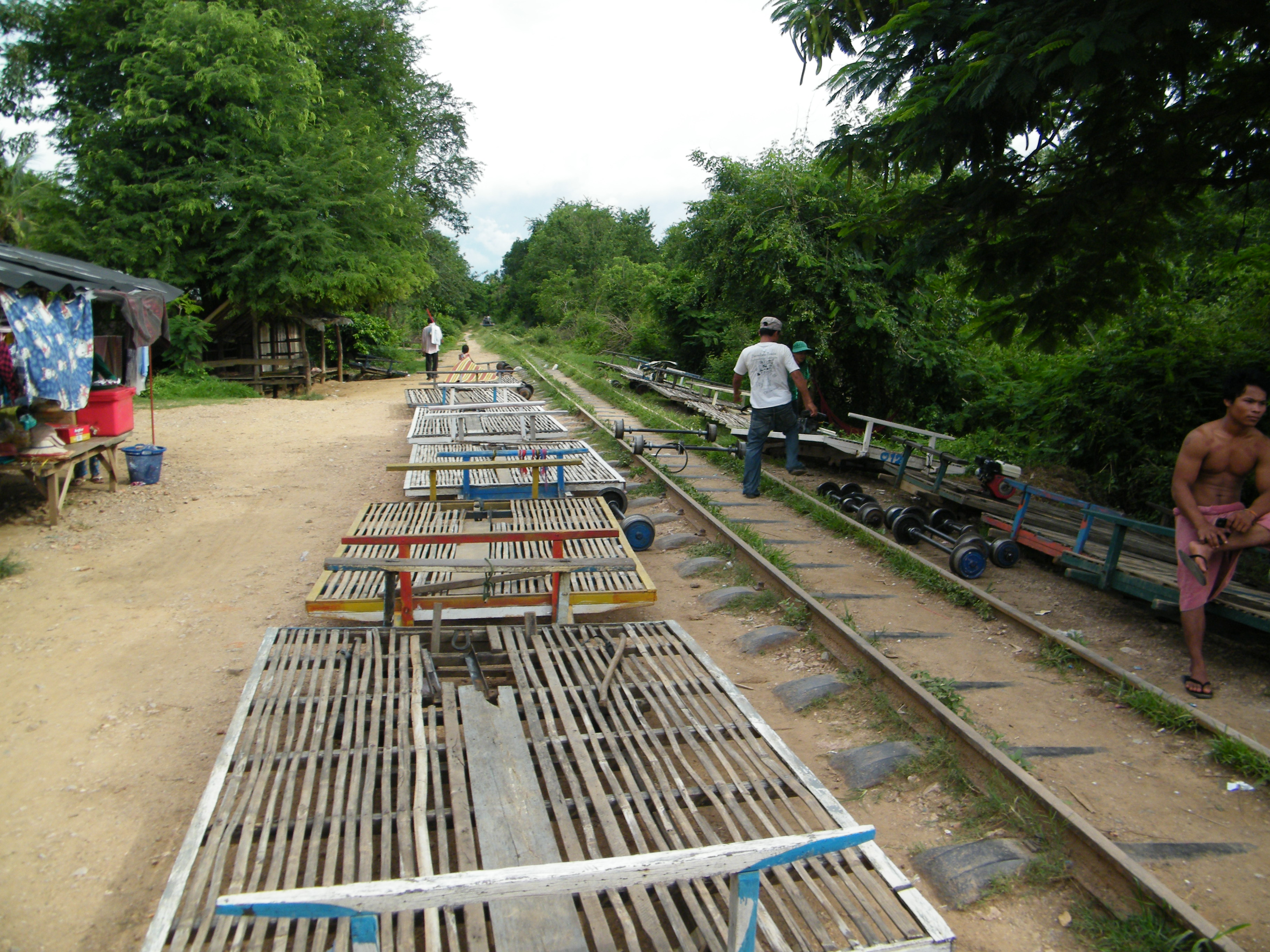
ノーリーの乗り場。（カンボジア・バッタンバン、2012年）
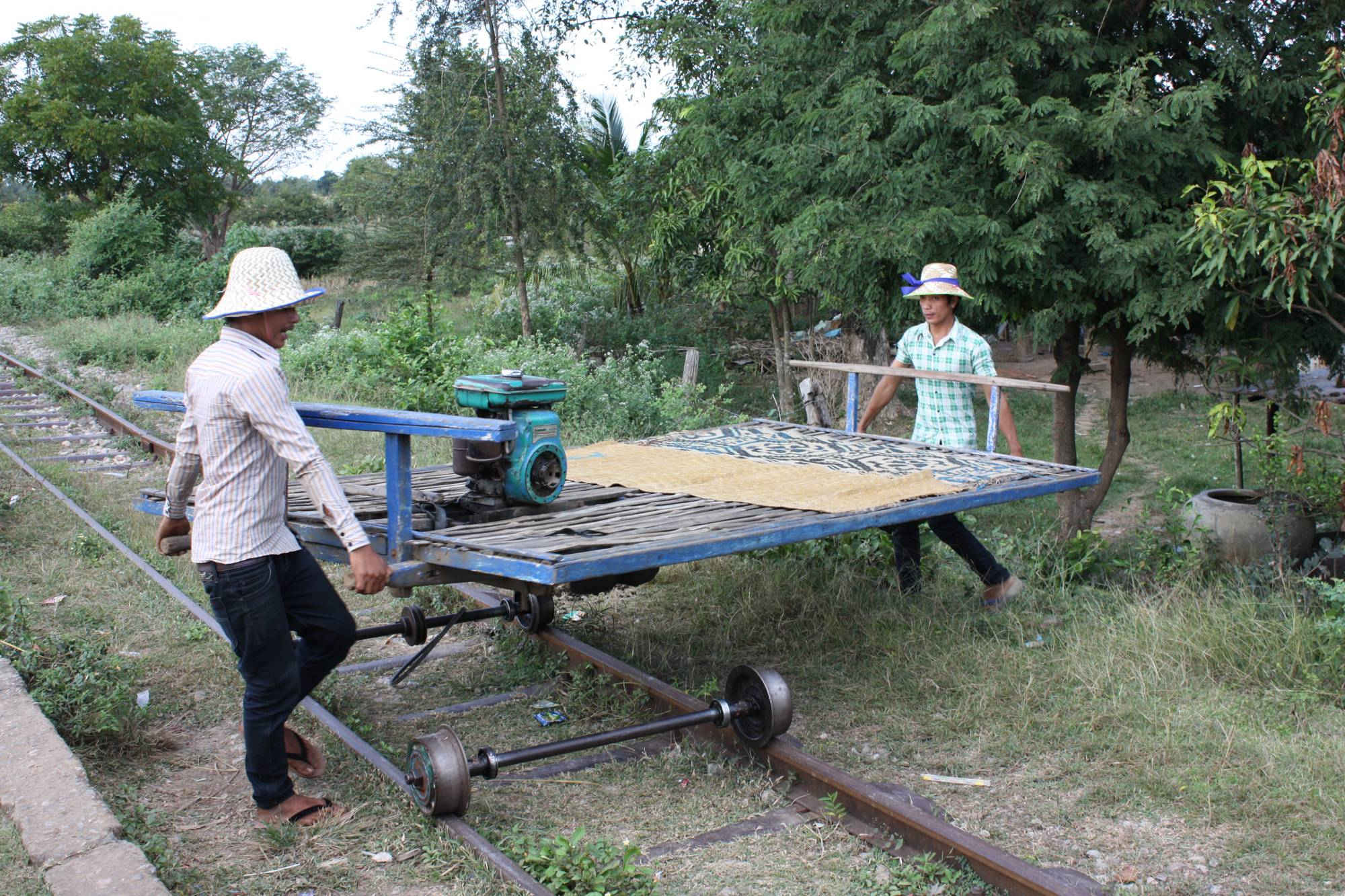
2人で台座を運ぶ
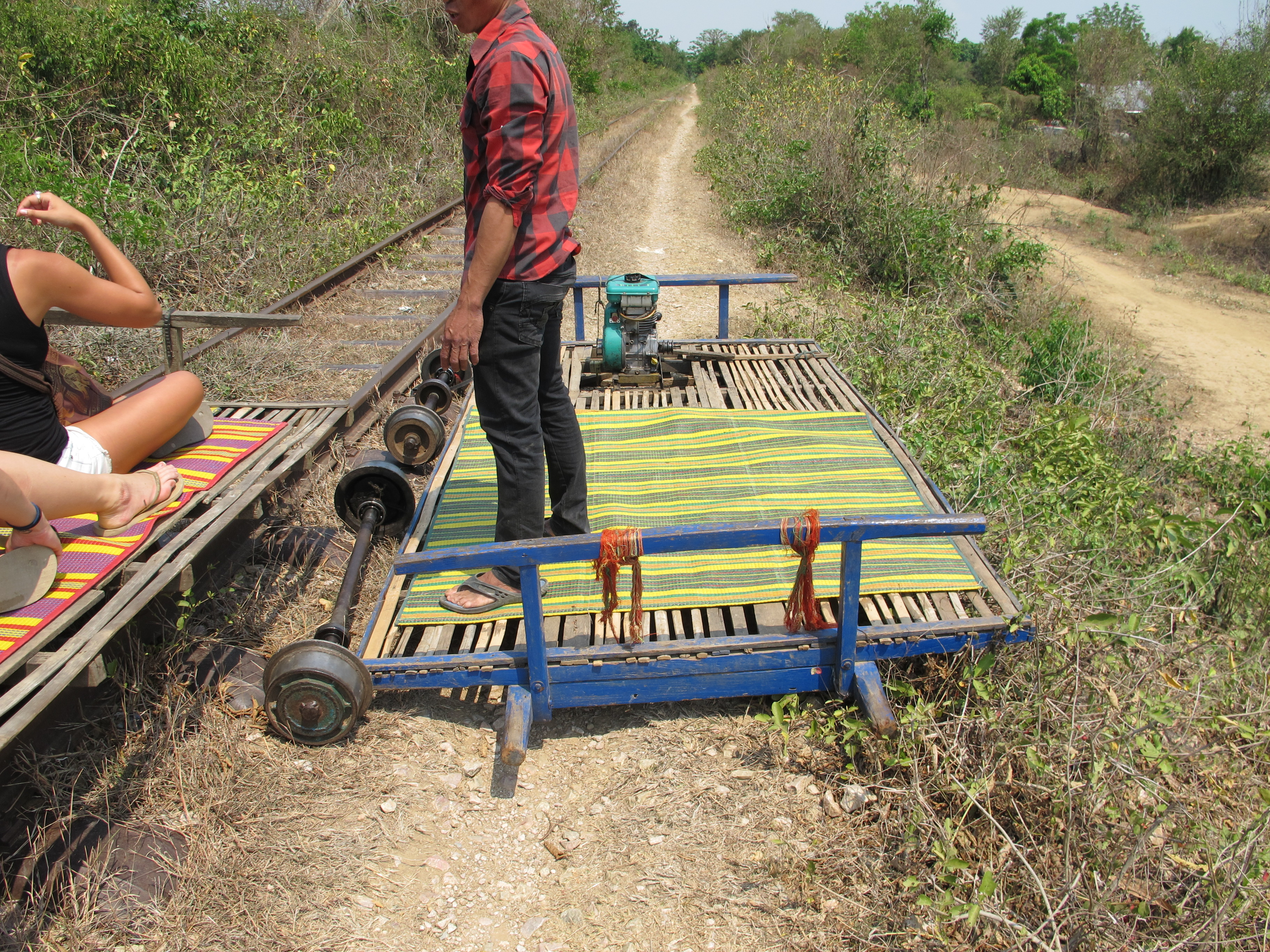
対向車に進路を譲った場面

### 歴史と伝聞

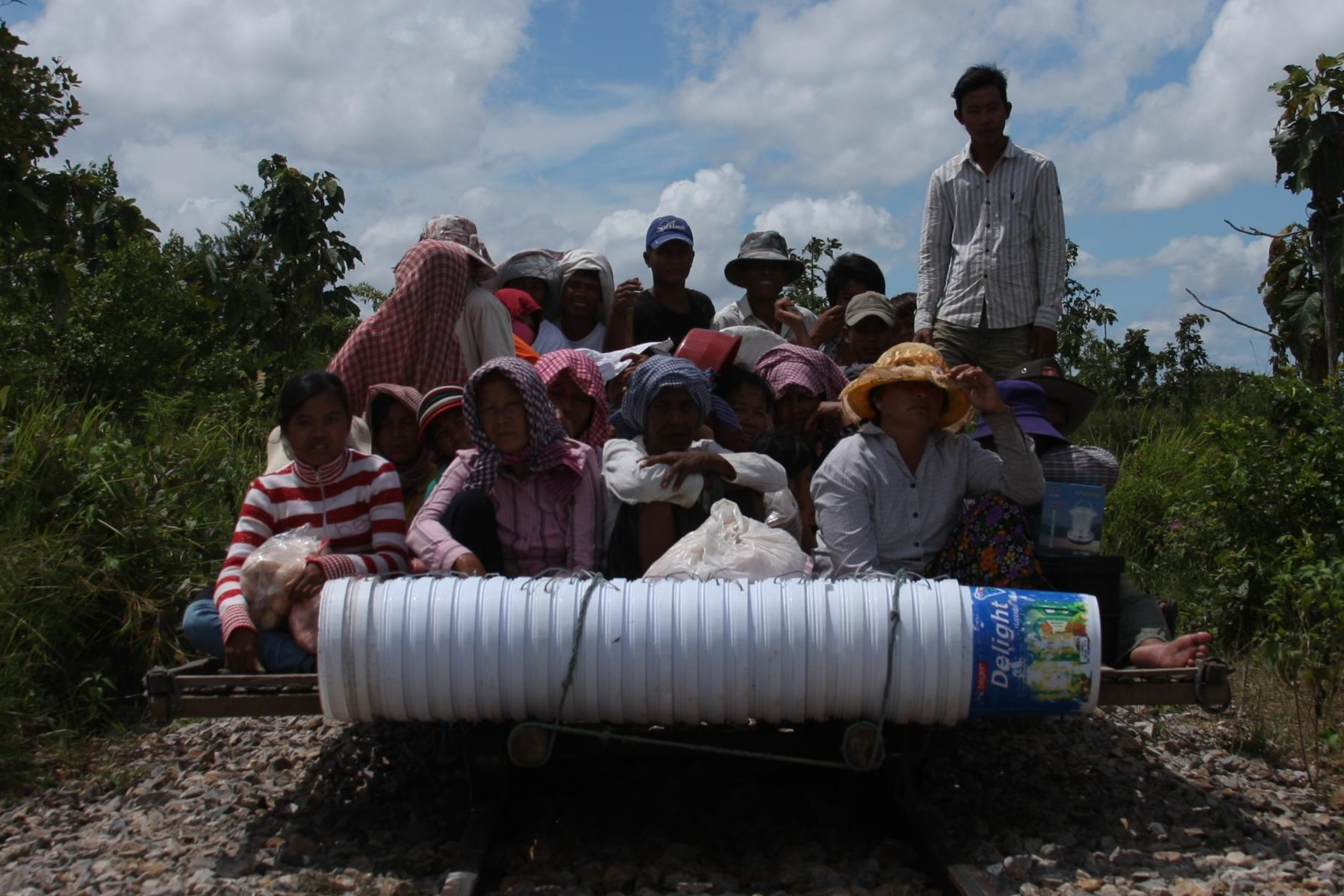
乗客が沢山載ったノーリー（2009年）

一説では、1960年代ごろに、鉄道員がトラックの修理のために小型の乗り物を用いたのを覚えていた者が、1980年代初期にノーリーを製造したという。1980年代のカンボジアは、戦争などの影響で爆弾と地雷が至る所に残り、他の移動手段は破壊されて不足している上に、道路も破壊されていたため、ノーリーは急患や食糧を運ぶのに重宝された。初期のノーリーはエンジンはまだ無く、ある運転手は棒でこいでいたが、最大40名の乗客や、8頭の牛、あるいは3トンの米を運んだことがあるという。このノーリーにガソリンエンジンが付け加わったのは2,3年後だった。
1990年代になると、ノーリーはバッタンバン - プノンペン間、プノンペン - シアヌークビル間を往来していたという。一部の区間では、1993年 - 1996年頃にその地方の道路事情が悪かったことがあり、ノーリーは輸送手段として重宝したという。また、列車が脱線し運休した際も活躍したという。時々、企業がノーリーと運転手を雇うこともあったという。
ノーリーの運転手はピーク時にはカンボジア国内に数千人いたが、のちに幾つかの地方の短区間に追いやられたり、トラックや公共バス、乗り合いバイクのギャップを埋めるために数百人が観光客相手に残った。バッタンバン周辺のノーリーはよく旅行者に用いられる。
ノーリーの安全性について、30年間ノーリーに従事した運転手は、積み荷のヤギが落ちた程度で、今までにひどい事故に遭ったことは無いと言う。また、近年、外国人がノーリーによく乗りにきて、台座が壊れないかと心配する人もあるが、ノーリーには8頭の牛が乗車できるとも語った。ある乗客は、（他の交通手段である）モーターバイクタクシーでは早すぎて安心して寝ることはできないが、ノーリーは座って寝ることができると語った。一方、カンボジアの公共事業・運輸省の高官トイ・チャンコサルは、ノーリーは危険で粗末で、21世紀のハイテクの時代にはそぐわないという意見を述べている。
鉄道リハビリプロジェクトの進展に伴って、こうしたバンブートレインの運行者には補償金が支払われ、道路交通への移転促進策が採られている。

## バンブートロリー (フィリピン)

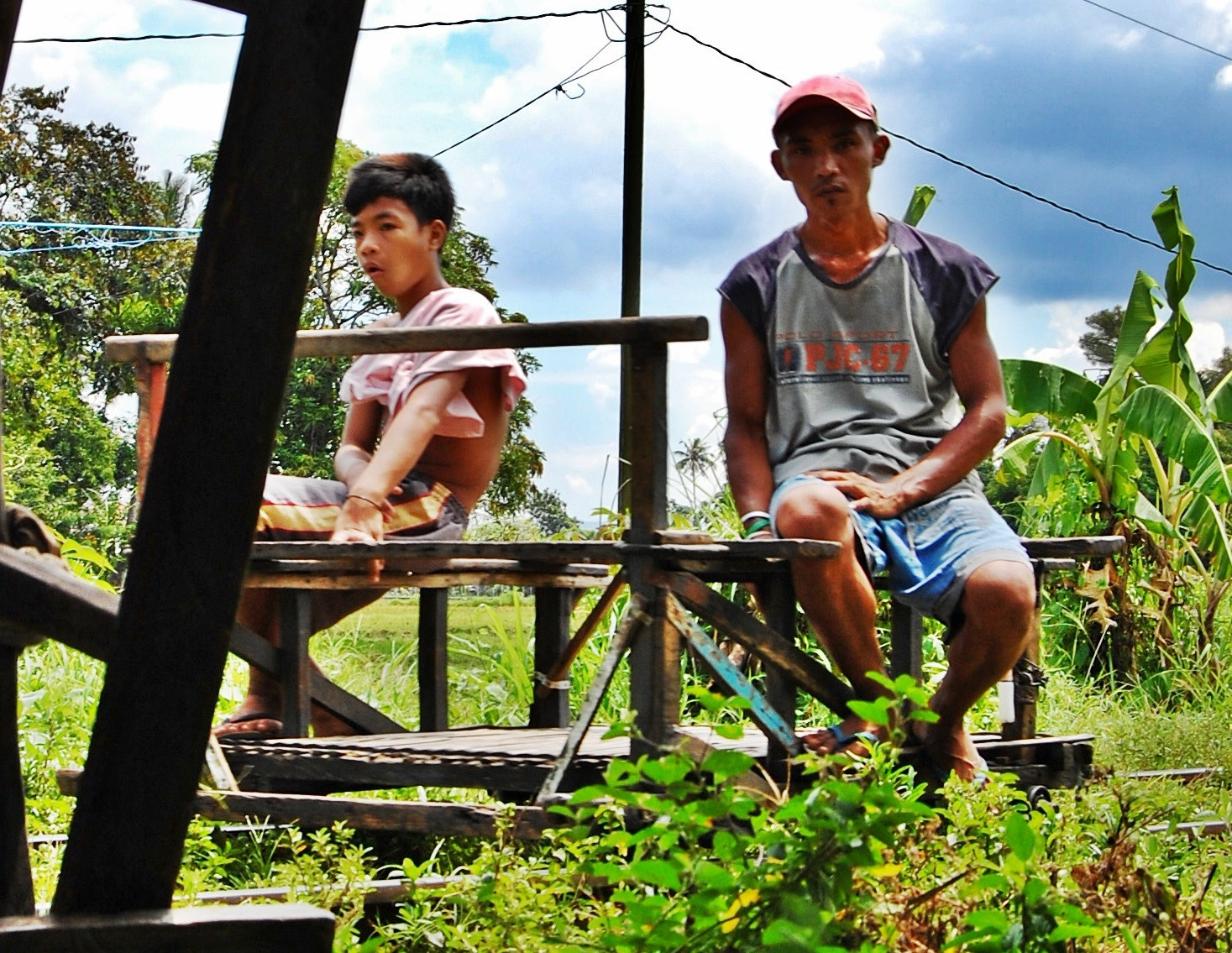
フィリピンのバンブートロリー。ルセナ近郊。

21世紀初頭のフィリピンのマニラの国鉄線路上には、「スケーター」(スケート、skate, skates) や「トロリー」(trolley) と呼ばれる人力の乗り合いトロッコが非公式に存在する。この乗り合いトロッコは竹で作られていることから、BBCなどはそれを「バンブートロリー」 (Bamboo trolley) と呼んだ。“人力トロッコタクシー”と呼ぶものもいる（以下、表記はトロリーに統一する）。
あるトロリーの動力は運転手の人力であり、運転手2人が手で押したり、足で地面を蹴り、まるでスケートの様に前進させる。トロリーの中でも軽いものは、運転手が1人で担げるため、1人で運行を行う。

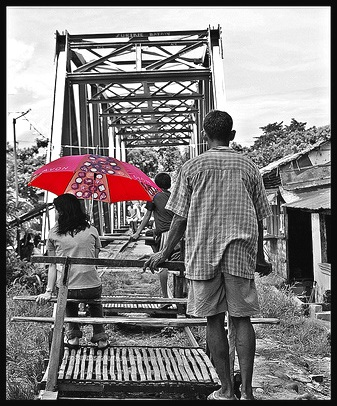
フィリピンのバンブートロリー。ルセナ近郊。

あるトロリーは、スラム住民の即興の手製で、廃品回収で集めたトラックのベアリングを車輪に用い、鋼鉄製の車軸にはめ込み、竹と木材で作った畳み1畳分ほどの台車を乗せている。別のトロリーは、鋼鉄の滑車を直接、レール幅に木枠につけ、線路から脱落防止のフランジ代わりに横に補助車輪がつける。また、簡素ながら、トロリーにはブレーキもついている。トロリーは一度に8-10人程度の乗客が乗せることができ、乗客は外向きに椅子に腰かけるように乗車する。椅子の配置は右向きと左向きの両向きトロリーと、進行方向に向いたトロリーとがある。屋根があったり、日傘のつくトロリーもある。推進力が小型発動機のトロリーもある。椅子が無いトロリーで荷物を運ぶこともある。

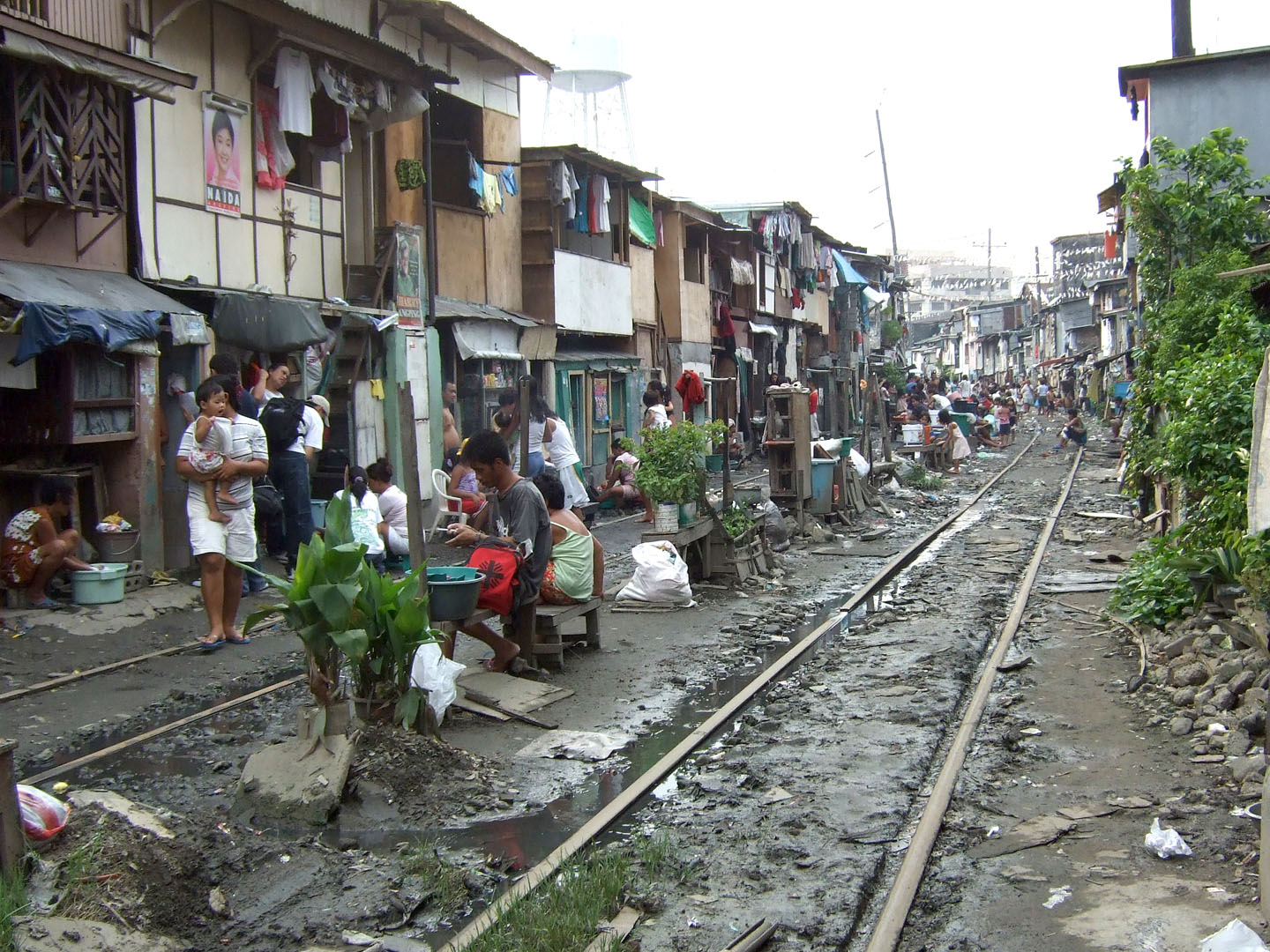
線路とスラム街

フィリピン国鉄は列車の運行本数が少ないため、その隙間を縫って、トロリーが運行される。トロリーは時間短縮のための住民の足として需要があり、また、観光客も利用する。トロリーでパシッグ川を鉄橋で超えることもできた。トロリー運行が多い場所では、運行表で発車順が管理されている。朝4時から運行するトロリーもある時がある。トロリーは軽いため簡単に撤去が行え、列車が来た時は、速やかに線路上からトロリーを除去してやりすごす。線路が単線の場合、トロリー同士も上下線で出会うが、駅から村に向かって走るトロリーが優先で、進路を譲るというルールがあるという。
トロリーの誕生は、一説には、鉄道沿いに高速道路ができたため従来の道が遮られて通行者が反対側へ行けなくなり、そのため徒歩で長距離を迂回していた人々を対象に、スラムの人々が始めたとされる。このトロリーは貧しい人々が自立のために行う場合があるが、フィリピンでは韓国から気動車を輸入するなど、鉄道の近代化のために排除される傾向にある。